# Waverly Place
Waverly Place er en gade i Greenwich Village i New York City. Gaden blev navngivet efter sir Walter Scotts roman Waverly i 1833. Gadens navn bliver brugt som reference i Disney Channel Original Series'en kaldet Magi på Waverly Place, som foregår i kvarteret.
40°44′4.47″N 74°0′5.17″V / 40.7345750°N 74.0014361°V